# Sarjarao Suryavanshi
Sarjarao Bhiku Suryavanshi (ur. w 1926) – indyjski zapaśnik walczący w stylu wolnym. Olimpijczyk z Londynu 1948, gdzie zajął czternaste miejsce w kategorii do 62 kg.

## Letnie Igrzyska Olimpijskie 1948
| Konkurencja      | Rundy eliminacyjne     | Rundy eliminacyjne   | Klas. końcowa |
| Konkurencja      | Przeciwnik I           | Przeciwnik II        | Miejsce       |
| ---------------- | ---------------------- | -------------------- | ------------- |
| 62 kg styl wolny | Arnold Parsons (GBR) P | Adolf Müller (SUI) P | 14.           |